# Urban Trad

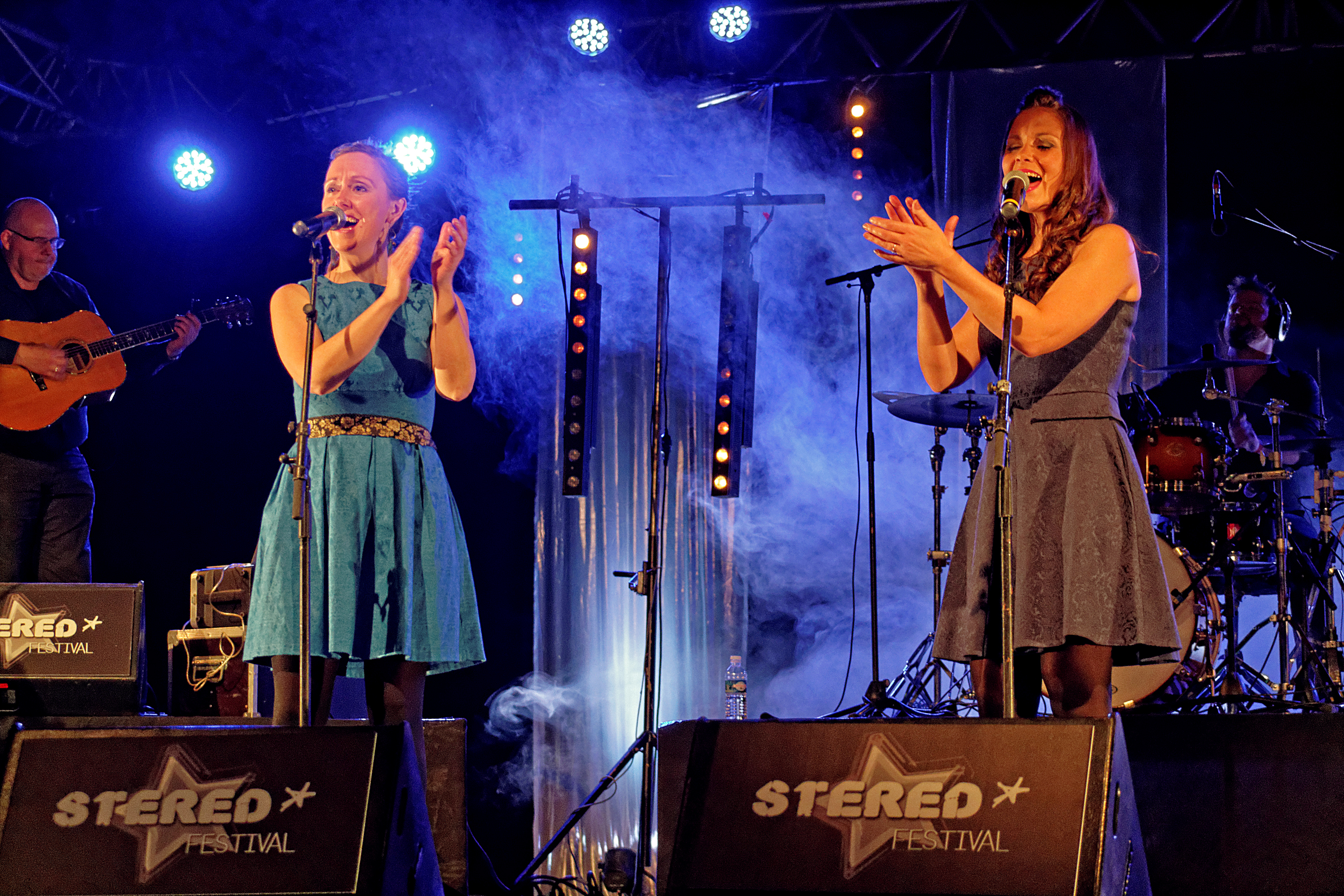
Soetkin Collier y Veronica Codesal 2015

Urban Trad fue un grupo de folk y new age belga cuyos ritmos se basan en música tradicional europea mezclada con un toque de modernismo del siglo XXI, lo cual lleva a la frase "un grupo de música bien inspirada anclada al siglo XXI".

## Historia
El proyecto inicia el mayo del año 2000, cuando Yves Barbieux reúne para el primer disco One O Four varios artistas de tradición belga. Al principio solo trataba de una reunión de artistas belgas pero el éxito del disco anima a Yves Barbieux a realizar conciertos hasta con más artistas.
Es en el Festival de la Canción de Eurovisión en Letonia en mayo del 2003 Urban Trad tocó la canción Sanomi, canción cantada en un idioma imaginario, gana el segundo premio del festival, derrotando por tan solo 1 punto a las grandes favoritas de esa edición; el dúo ruso t.A.T.u. y a dos puntos de la ganadora, Turquía. En respuesta al éxito de la canción, el segundo álbum Kerua vendió más de 30,000 copias en Bélgica saliéndose a los países aledaños y ganando más éxito. A partir del 2004 el grupo ha ido evolucionando sus ritmos pero guardando el toque moderno que le dio éxito. En ese mismo año salió el tercer disco Elem. Para el año 2007, Urban Trad lanzó su cuarto disco llamado Erbalunga.
En 2010, el batería del grupo Michel Morvan fallece a los 44 años de edad tras un cáncer. Era francés y se unió al grupo en el año 2001.
En febrero de 2012 el grupo se disuelve, dando su último concierto en Bruselas el día 5 de dicho mes.

## Discografía
- One o Four (2000)
- Kerua (2003)
- Elem (2004)
- Erbalunga (2007)

## Músicos
- Yves Barbieux: Flauta, Gaita y dirección artística
- Veronica Codesal: Vocalista
- Soetkin Collier: Vocalista
- Philip Masure: Guitarra
- Michel Morvan: Batería
- Dirk Naessens: Violín
- Sophie Cavez: Acordeón
- Cedric Waterschoot: Bajo